# 1919-es Tour de France
Az 1919-es Tour de France a francia kerékpárverseny 13.  kiírása. 1919. június 29-én kezdődött, Párizs-ból indult a mezőny és július 27-én ért véget,  Párizsban. Henri Desgrange a világháború után pár nappal már elkezdte szervezni az új Tour de Francet. Ez a verseny különösen nehéz volt, a háború által tönkretett utakon, minden eddiginél hosszabb volt 5 560 kilométer lett a versenytáv, ennél csak 1926-ban volt hosszabb a verseny. Ezek miatt az átlagsebesség is alig haladta meg a 24 km/órát. A versenyzők támogatok hiányában valamennyien egyéni indulónak számítottak. Két korábbi győztes Philippe Thys és Odile Defraye vett részt, fiatalok alig voltak a mezőnyben. A korábbi versenyeken az étkezésről mindenki maga gondoskodott, ebben az évben ezt a szervezők vállalták át.
Az első szakaszt Jean Rossius nyerte, de mivel Thys segített neki 30 perces büntetést kapott, és így Henri Pélissie állt az élen. A következő két szakaszt a Pélissie testvérek nyerték, ekkor Henri Pélissie úgy nyilatkozott: " ő egy paripa, a többiek meg munkalovak" , ezzel sikerült magára haragítania versenyzőket. A következő szakaszon akadályozták a testvéreket, Henri 35 perces, Francis három órás hátrányt szedett össze, dühükben feladták a versenyt. A negyedik és ötödik szakaszt Jean Alavoine nyerte meg, ez utóbbi a Tour történetének leghosszabb szakasza volt 482 kilométerrel. Összesítésben Eugène Christophe vezetett, és ő volt az első aki viselte a sárga trikót, a tizenegyedik szakasz kezdetén Grenobleban kapta Henri Desgrange versenyigazgatótól, hogy a versenyzők és a nézők is tudják kire kell figyelni. A szervező L'Auto újság alapszíne a sárga volt, de mondják azt is hogy a háború utáni időben nem is lehetett kapni más színű trikót. Azóta hagyományosan a sárga trikó a versenyben vezetők viselete. Eugène Christophe nem is szívesen hordta, mert társai kanárinak csúfolták.
Ekkor jött a Tour legnehezebb része, az Alpok és a Pireneusok. A tizennegyedik szakasz elején még Christophe 28 perccel vezetett de kerékpárvilla törése miatt, melyet segítség nélkül maga javított meg, két és fél órás hátrányba került, és Firmin Lambot ugrott az élre. Balszerencséje folytatódott Christophenek, az utolsó szakaszon rekordszámú defektet kapott, a második helyet is elvesztette csak harmadik lett. A belga Firmin Lambot lett a Tour legidősebb (33 éves) bajnoka.
Eugène Christophe kárpótlásul megkapta a L'Auto laptól ugyanúgy a nyertesnek járó 5000 frankot, összesítésben pedig 13 310 frankot kapott a versenyért.

## Szakaszok
| Szakasz | Időpont   | Végpontok                     | Jellege       | Hossz (km) | Szakaszgyőztes          | Összetett első          |
| ------- | --------- | ----------------------------- | ------------- | ---------- | ----------------------- | ----------------------- |
| 1       | június 29 | Párizs – Le Havre             | Sík szakasz   | 388        | Jean Rossius (BEL)      | Henri Pélissier (FRA)   |
| 2       | július 1  | Le Havre – Cherbourg          | Sík szakasz   | 364        | Henri Pélissier (FRA)   | Henri Pélissier (FRA)   |
| 3       | július 3  | Cherbourg – Brest             | Sík szakasz   | 405        | Francis Pélissier (FRA) | Henri Pélissier (FRA)   |
| 4       | július 5  | Brest – Les Sables-d'Olonne   | Sík szakasz   | 412        | Jean Alavoine (FRA)     | Eugène Christophe (FRA) |
| 5       | július 7  | Les Sables-d'Olonne – Bayonne | Sík szakasz   | 482        | Jean Alavoine (FRA)     | Eugène Christophe (FRA) |
| 6       | július 9  | Bayonne – Luchon              | Hegyi szakasz | 326        | Honore Barthelemy (FRA) | Eugène Christophe (FRA) |
| 7       | július 11 | Luchon – Perpignan            | Hegyi szakasz | 323        | Jean Alavoine (FRA)     | Eugène Christophe (FRA) |
| 8       | július 13 | Perpignan – Marseille         | Sík szakasz   | 370        | Jean Alavoine (FRA)     | Eugène Christophe (FRA) |
| 9       | július 15 | Marseille – Nizza             | Hegyi szakasz | 338        | Honoré Barthélemy (FRA) | Eugène Christophe (FRA) |
| 10      | július 17 | Nizza – Grenoble              | Hegyi szakasz | 333        | Honoré Barthélemy (FRA) | Eugène Christophe (FRA) |
| 11      | július 19 | Grenoble – Genf               | Hegyi szakasz | 325        | Honoré Barthélemy (FRA) | Eugène Christophe (FRA) |
| 12      | július 21 | Geneva – Strasbourg           | Hegyi szakasz | 371        | Luigi Lucotti (ITA)     | Eugène Christophe (FRA) |
| 13      | július 23 | Strasbourg – Metz             | Sík szakasz   | 315        | Luigi Lucotti (ITA)     | Eugène Christophe (FRA) |
| 14      | július 25 | Metz – Dunkerque              | Sík szakasz   | 468        | Firmin Lambot (BEL)     | Firmin Lambot (BEL)     |
| 15      | július 27 | Dunkerque – Párizs            | Sík szakasz   | 340        | Jean Alavoine (FRA)     | Firmin Lambot (BEL)     |

## Összetett eredmények
A versenyzők valamennyien egyéni indulok voltak, 43-an A kategóriások (profi), 24-en B kategóriás (amatőr) besorolásúak. A 11 végigmenő versenyző közül Paul Duboc-ot külső segítség igénybevétele miatt kizárták.
| 1                      | Firmin Lambot (BEL)     | A | 231h 07' 15" |
| 2                      | Jean Alavoine (FRA)     | A | +1h 42' 54"  |
| 3                      | Eugène Christophe (FRA) | A | +2h 26' 31"  |
| 4                      | Léon Scieur (BEL)       | A | +2h 52' 15"  |
| 5                      | Honoré Barthélemy (FRA) | A | +4h 14' 22"  |
| 6                      | Jacques Coomans (BEL)   | A | +15h 21' 34" |
| 7                      | Luigi Lucotti (ITA)     | A | +16h 01' 12" |
| 8                      | Joseph Van Daele (BEL)  | A | +18h 23' 02" |
| 9                      | Alfred Steux (BEL)      | A | +20h 29' 01" |
| 10                     | Jules Nempon (FRA)      | B | +21h 44' 12" |
| 67 índúló 11 célba érő |                         |   |              |

## Hegyi befutó
| Szakasz | Hegy             | Magasság | Versenyző                       | Ország  |
| ------- | ---------------- | -------- | ------------------------------- | ------- |
| 6       | Aubisque         | 1709     | Luigi Lucotti                   | Olasz   |
| 6       | Tourmalet        | 2115     | Honoré Barthélémy               | Francia |
| 6       | Aspin            | 1489     | Honoré Barthélémy               | Francia |
| 6       | Peyresourde      | 1569     | Honoré Barthélémy               | Francia |
| 7       | Ares             | 797      | Jean Alavoine                   | Francia |
| 7       | Portet d'Aspet   | 1069     | Jean Alavoine                   | Francia |
| 7       | Port             | 1249     | --                              |         |
| 7       | Puymorens        | 1915     | Jean Alavoine Honoré Barthélémy | Francia |
| 9       | Col de Braus     | 1002     | Luigi Lucotti                   | Olasz   |
| 9       | Col de Castillon | 706      | Honoré Barthélémy               | Francia |
| 10      | Allos            | 2250     | Honoré Barthélémy               | Francia |
| 10      | Col Bayard       | 1246     | Honoré Barthélémy               | Francia |
| 11      | Lautaret         | 2058     | Honoré Barthélémy               | Francia |
| 11      | Galibier         | 2556     | Honoré Barthélémy               | Francia |
| 11      | Aravis           | 1498     | Honoré Barthélémy               | Francia |
| 12      | Faucille         | 1320     | Csoportos                       | Francia |